# DFL-슈퍼컵 2024
DFL-슈퍼컵 2024는 DFL-슈퍼컵의 15번째 대회로 2024년 8월 17일에 개최되었다. 바이언 레버쿠젠은 경기에서 2–2를 기록하며 승부차기에서 슈투트가르트를 4–3으로 꺾고 구단의 첫번째 슈퍼컵 우승을 기록하였다.
이번 대회는 샬케가 레비어 더비 라이벌인 도르트문트를 상대로 승부차기로 이긴 2011년 대회 이후로  바이에른 뮌헨없이 열린 대회였다.

## 참가팀
아래의 참가경기는 1996년까지 개최되었던 DFB-슈퍼컵과 2010년부터 개최된 DFL-슈퍼컵을 포함하고 있다.
| 구단             | 자격                                        | 이전 참가 (굵은 글씨는 우승) |
| ---------------- | ------------------------------------------- | ---------------------------- |
| 바이어 레버쿠젠  | 분데스리가 2023-24, DFB-포칼 2023-24 우승팀 | 1 (1993)                     |
| VfB 슈투트가르트 | 분데스리가 2023-24 준우승팀                 | 1 (1992)                     |

## 대회 정보
바이어 레버쿠젠은 분데스리가 2023-24 시즌에서 분데스리가 최초로 역사적인 무패 우승을 차지하였고, DFB-포칼에서도 우승하며 한 시즌동안 자국 대회에서는 무패를 기록했다. 또한 1993년 대회 이후로 31년 만에 슈퍼컵에 진출하였다. 
슈투트가르트는 레버쿠젠이 리그 더블을 기록했기 때문에 분데스리가 준우승팀으로 진출했다. 슈투트가르트는 1992년 대회에 분데스리가 1991-92 시즌 우승팀 자격으로 처음 출전해서 하노버를 만나 승리하며 우승했고 레버쿠젠과 비슷하게 32년만에 슈퍼컵에 진출하였다. 

## 경기 정보

### 상세 정보
| 레버쿠젠                              | 2–2  | 슈투트가르트                                     |
| ------------------------------------- | ---- | ------------------------------------------------ |
| - 보니페이스 11′ - 시크 88′           | 기록 | - 미요 15′ - 운다브 63′                          |
| 승부차기                              |      |                                                  |
| - 시크 - 그리말도 - 가르시아 - 탑소바 | 4–3  | - 미요 - 데미로비치 - 크레치히 - 운다브 - 실라스 |

| 바이어 레버쿠젠 | VfB 슈투트가르트 |

| GK          | 1           | 루카스 흐라데츠키 |     |     |
| CB          | 12          | 에드몽 탑소바     | 71′ |     |
| CB          | 8           | 로베르트 안드리히 | 73′ |     |
| CB          | 3           | 피에로 인카피에   |     |     |
| RM          | 19          | 네이선 텔러       | 73′ |     |
| CM          | 34          | 그라니트 자카     | 61′ |     |
| CM          | 24          | 알레시 가르시아   |     |     |
| LM          | 44          | 주누엘 벨로시앙   | 84′ |     |
| RW          | 21          | 아민 아들리       | 73′ |     |
| CF          | 22          | 빅터 보니페이스   | 80′ | 41′ |
| LW          | 11          | 마르탱 테리에     | 37′ |     |
| 교체 명단:  |             |                   |     |     |
| GK          | 17          | 마테이 코바르시   |     |     |
| DF          | 4           | 조나탕 타         | 41′ |     |
| DF          | 6           | 오딜롱 코수누     |     |     |
| DF          | 13          | 아르투르          |     |     |
| DF          | 20          | 알렉스 그리말도   | 84′ |     |
| DF          | 30          | 제레미 프림퐁     | 86′ | 73′ |
| MF          | 7           | 요나스 호프만     |     |     |
| FW          | 10          | 플로리안 비르츠   | 85′ | 73′ |
| FW          | 14          | 파트리크 시크     | 73′ |     |
| 감독:       |             |                   |     |     |
| 샤비 알론소 | 샤비 알론소 | 샤비 알론소       | 43′ |     |

| GK                | 33 | 알렉산더 뉘벨         |     |     |
| RB                | 15 | 파스칼 슈텐첼         | 82′ | 83′ |
| CB                | 29 | 앙토니 루오           |     |     |
| CB                | 24 | 예프 하보트           | 86′ |     |
| LB                | 7  | 막시밀리안 미텔슈테트 | 62′ |     |
| DM                | 16 | 아타칸 카라초어       |     |     |
| DM                | 6  | 앙겔로 슈틸러         | 44′ | 62′ |
| RW                | 18 | 야미 레벨링           | 62′ |     |
| LW                | 27 | 크리스 퓌리히         | 77′ |     |
| SS                | 8  | 엔조 미요             | 78′ |     |
| CF                | 9  | 에르메딘 데미로비치   | 71′ |     |
| 교체 명단:        |    |                       |     |     |
| GK                | 1  | 파비안 브레틀로브     |     |     |
| DF                | 3  | 라몬 헨드릭스         |     |     |
| DF                | 13 | 프란스 크레치히       | 62′ |     |
| MF                | 5  | 위아니크 카이텔       | 83′ |     |
| MF                | 32 | 파비안 리더           |     |     |
| FW                | 11 | 니크 볼테마데         |     |     |
| FW                | 14 | 실라스 카톰파 음붐파  | 62′ |     |
| FW                | 17 | 유스틴 딜             | 77′ |     |
| FW                | 26 | 데니스 운다브         | 62′ |     |
| 감독:             |    |                       |     |     |
| 제바스티안 회네스 |    |                       |     |     |

맨 오브 더 매치: 데니스 운다브 (슈투트가르트)
| 부심: 크리스티안 기텔만 (가우에르스하임) 요나스 바이켄마이어 (바트 홈부르크) 대기심: 플로리안 엑스너 (뮌스터) 비디오 판독심: 파스칼 뮐러 (프로이덴탈) 보조 비디오 판독심: 유스투스 초른 (프라이부르크) | 경기 규칙 - 전•후반 90분동안 치러진다. - 무승부일 경우 승부차기를 통해 우승팀을 가린다. - 9명의 교체 선수를 등록할 수 있으며 최대 5명까지 교체할 수 있다. |

### 통계
| 항목        | 레버쿠젠 | 슈투트가르트 |
| ----------- | -------- | ------------ |
| 득점        | 2 (4)    | 2 (3)        |
| 슈팅        | 12       | 12           |
| 유효슈팅    | 4        | 4            |
| 볼 점유율   | 34%      | 66%          |
| 패스 횟수   | 261      | 526          |
| 패스 성공률 | 81%      | 90%          |
| 코너킥      | 10       | 3            |
| 파울        | 10       | 19           |
| 오프사이드  | 4        | 0            |
| 경고        | 5        | 5            |
| 퇴장        | 1        | 0            |

## 같이 보기
- 분데스리가 2023-24
- DFB-포칼 2023-24